# 次水杨酸铋
次水杨酸铋（bismuth subsalicylate）为一种实验式为C7H5BiO4的胶状物，可通过水解水杨酸铋（Bi[C6H4(OH)CO2]3）得到，用于治疗胃和消化道疾病，如腹泻、胃灼热、恶心與暂时不适的药物。
此物质实际结构未知，而化学式仅仅是近似推算出来的。近年来的研究显示，它是由水杨酸离子附着在铋氧化核心的表面形成的。最近出炉的模型结构显示其组成为Bi38O44[C6H3(OH)CO2]26。

## 药理学
作为水杨酸的衍生物，次水杨酸铋显示消炎和杀菌作用，同时亦有抗酸作用。

## 脚注
1. ↑  Merck Index, 11th Edition, 1299

## 外部連結
- Andrews PC, Deacon GB, Forsyth CM, Junk PC, Kumar I, Maguire M. . Angewandte Chemie. August 2006, 45 (34): 5638–42. PMID 16865763. doi:10.1002/anie.200600469.